# Zwiebelrostbraten

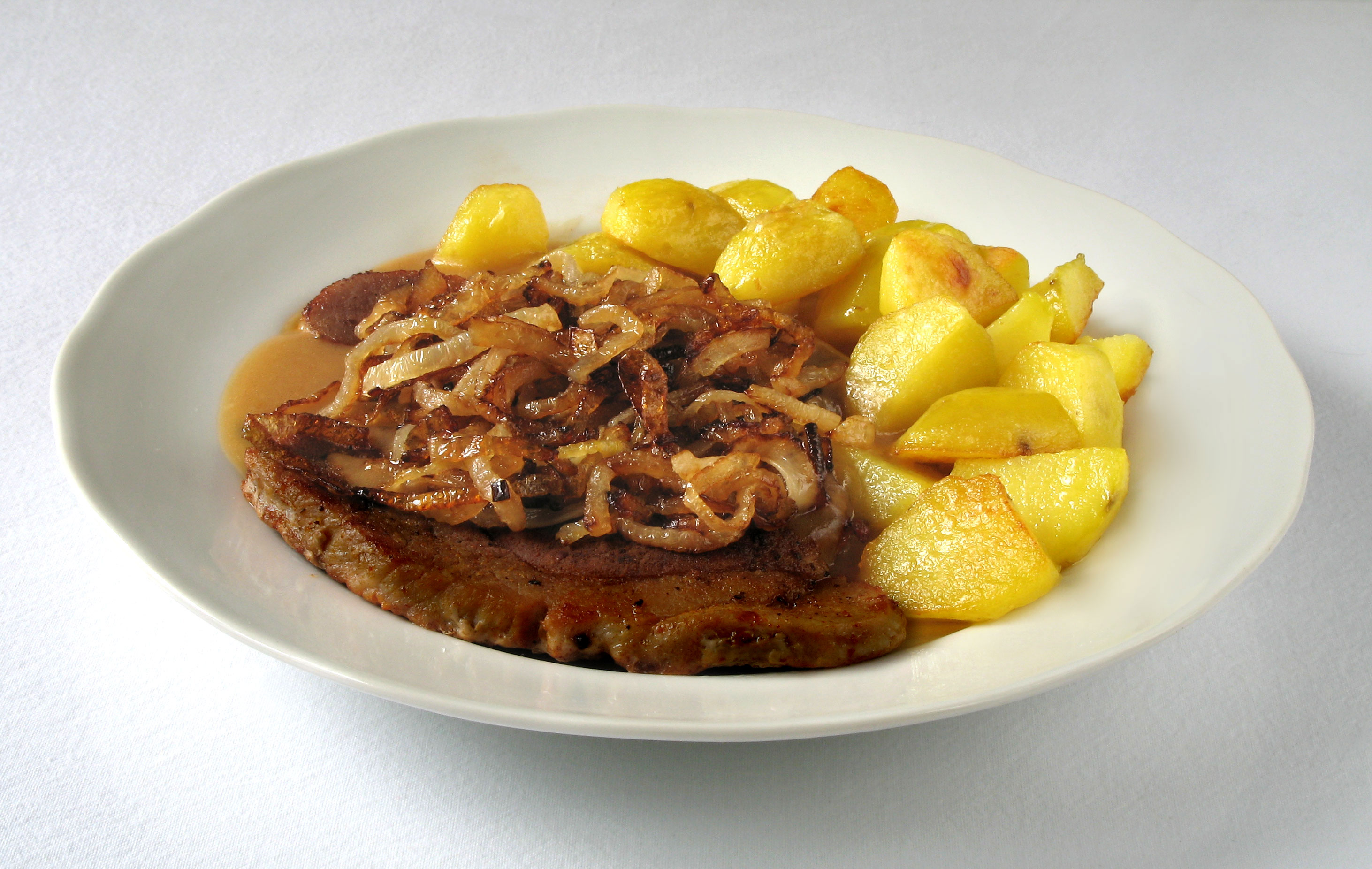
Zwiebelrostbraten mit Bratkartoffeln

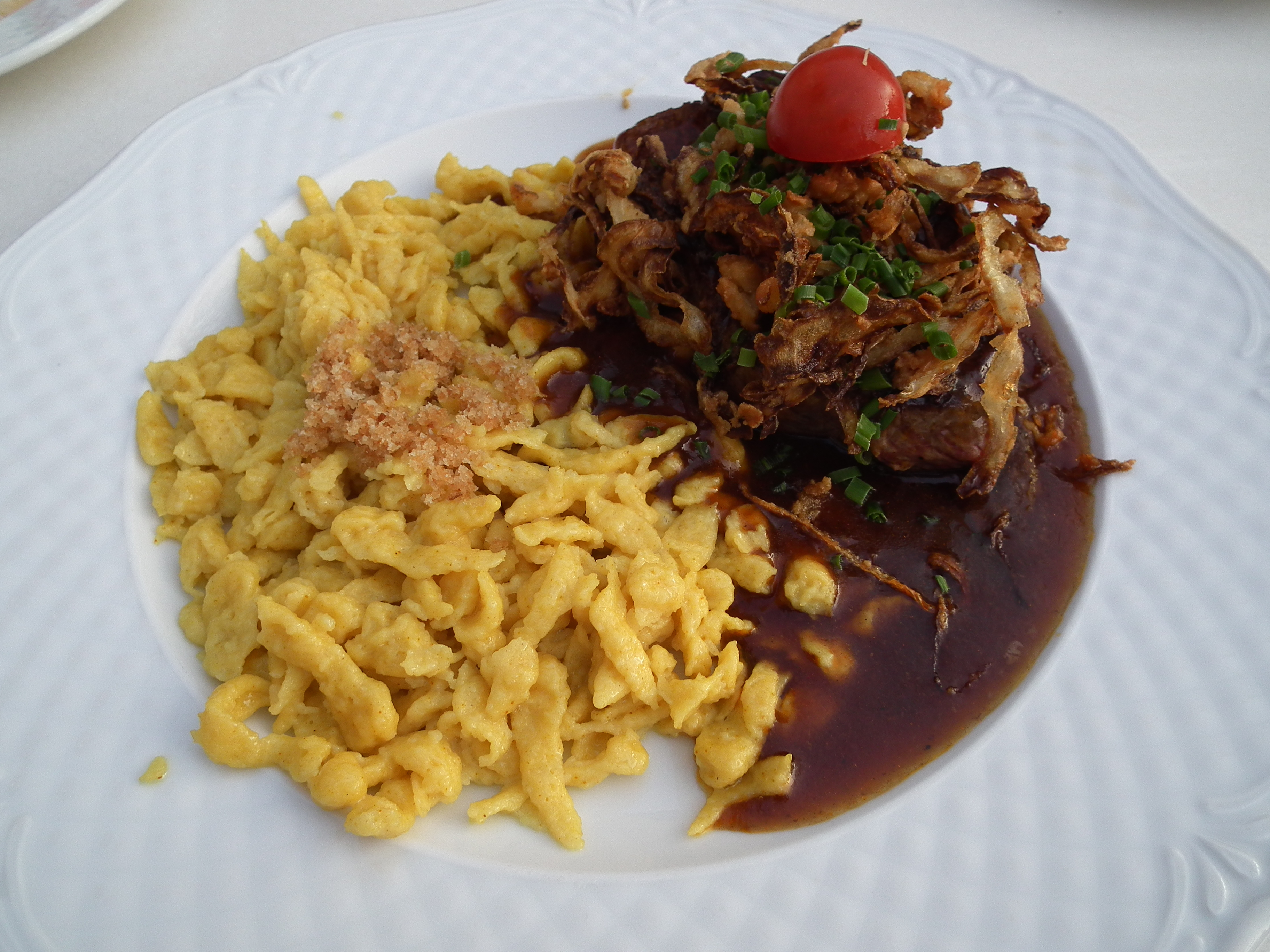
Zwiebelrostbraten mit Spätzle

Zwiebelrostbraten (auch Wiener Rostbraten) ist eine Wiener Spezialität: ein Rostbraten, der mit knusprig gerösteten Zwiebelringen bestreut serviert wird. Die Speise wird mit den separat goldgelb gerösteten, gesalzenen Zwiebelscheiben bedeckt und mit Bratkartoffeln oder Erdäpfelschmarrn serviert. Im Südwesten Deutschlands ist Zwiebelrostbraten mit Spätzle eine regionale Spezialität.
Zur Zubereitung werden Schnitten vom Hohen Beiried zuerst mit Salz und Pfeffer gewürzt, an den Rändern eingeschnitten, einseitig in Mehl getaucht, dann beidseitig in Fett gebraten und warmgestellt. Der Bratrückstand wird mit etwas Mehl und Flüssigkeit zu einer Jus verkocht und über die Fleischschnitten gegeben.